# Paphiopedilum purpuratum
Paphiopedilum purpuratum là một loài lan được tìm thấy ở miền nam Trung Quốc đến đảo Hải Nam.

## Hình ảnh

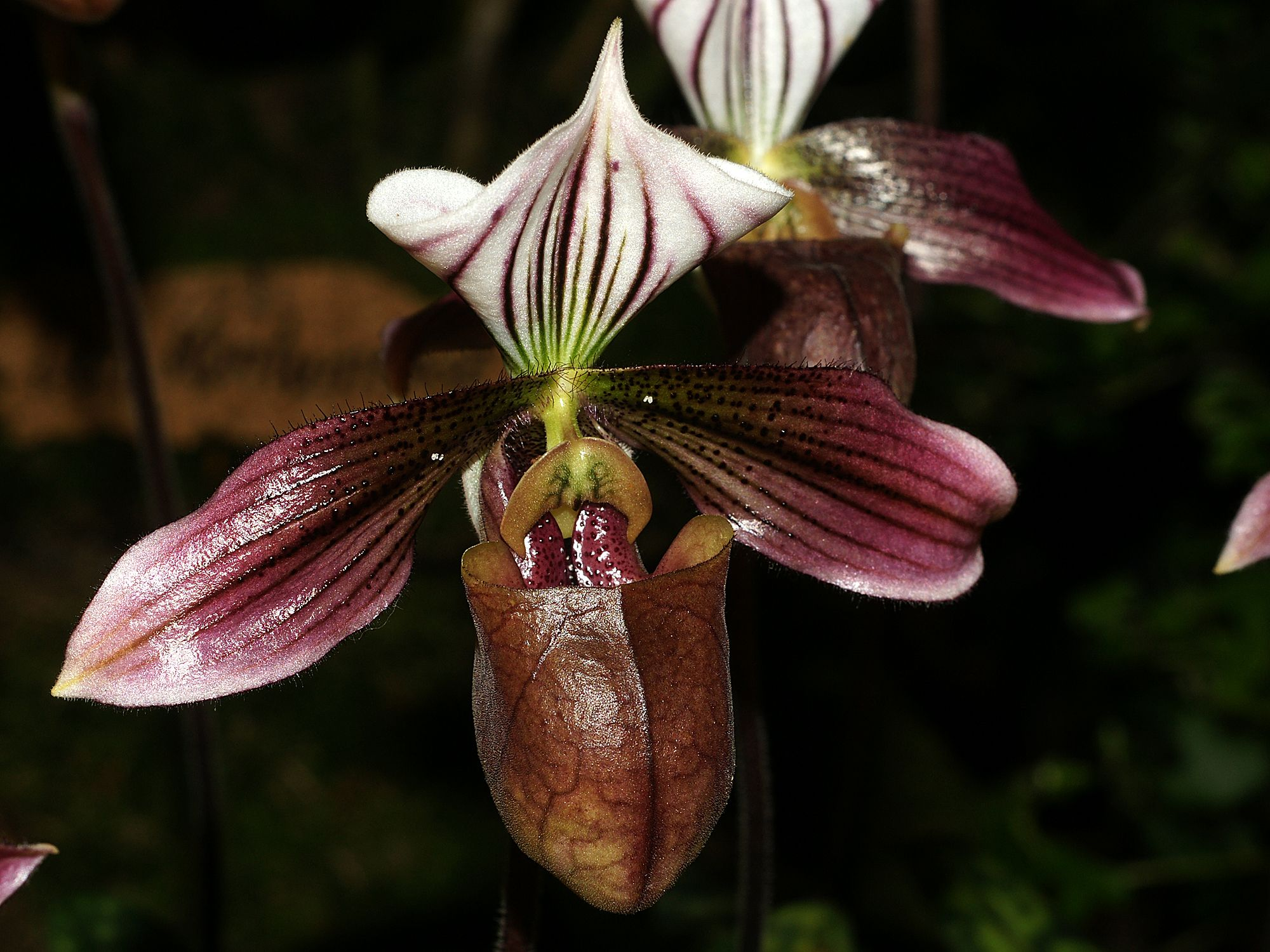
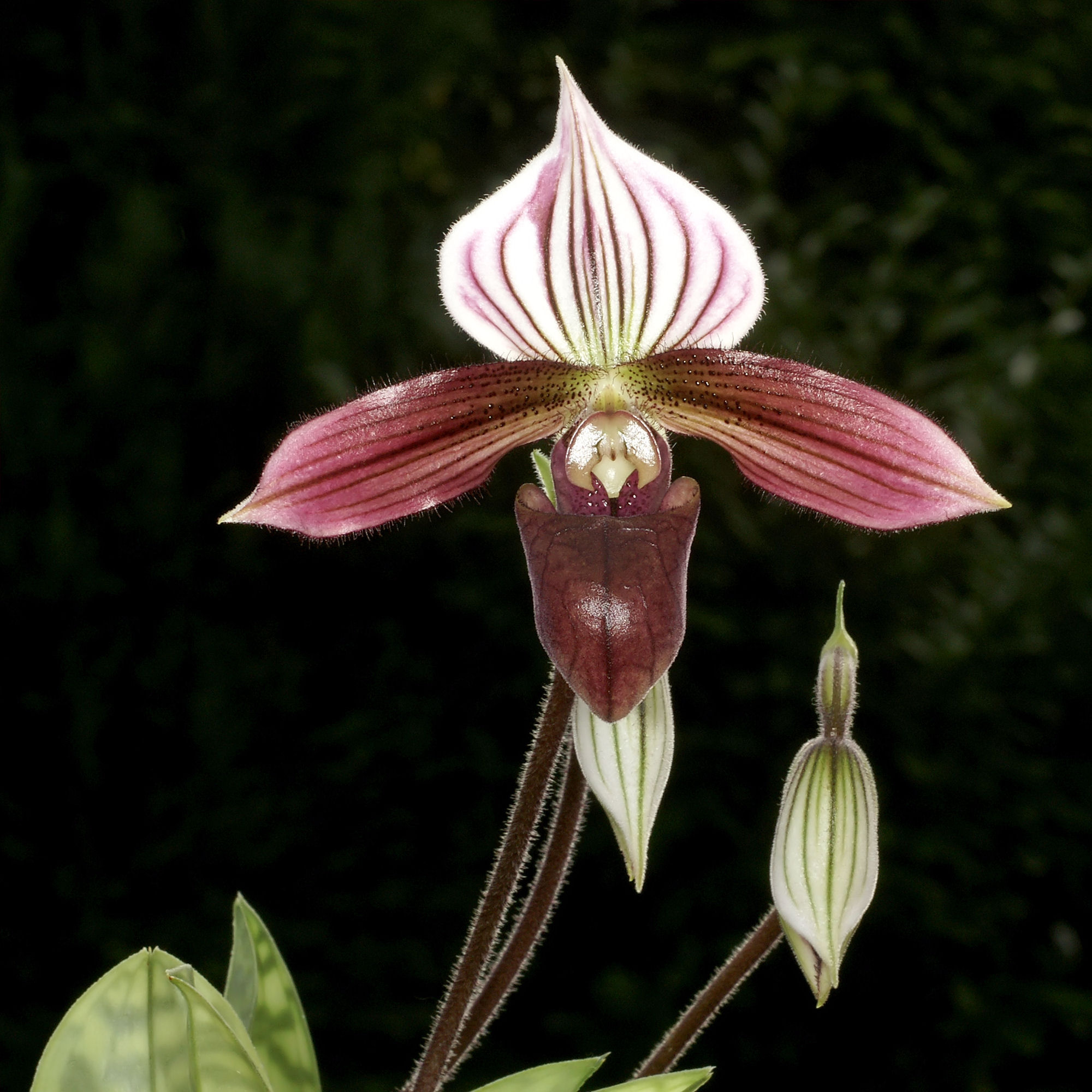
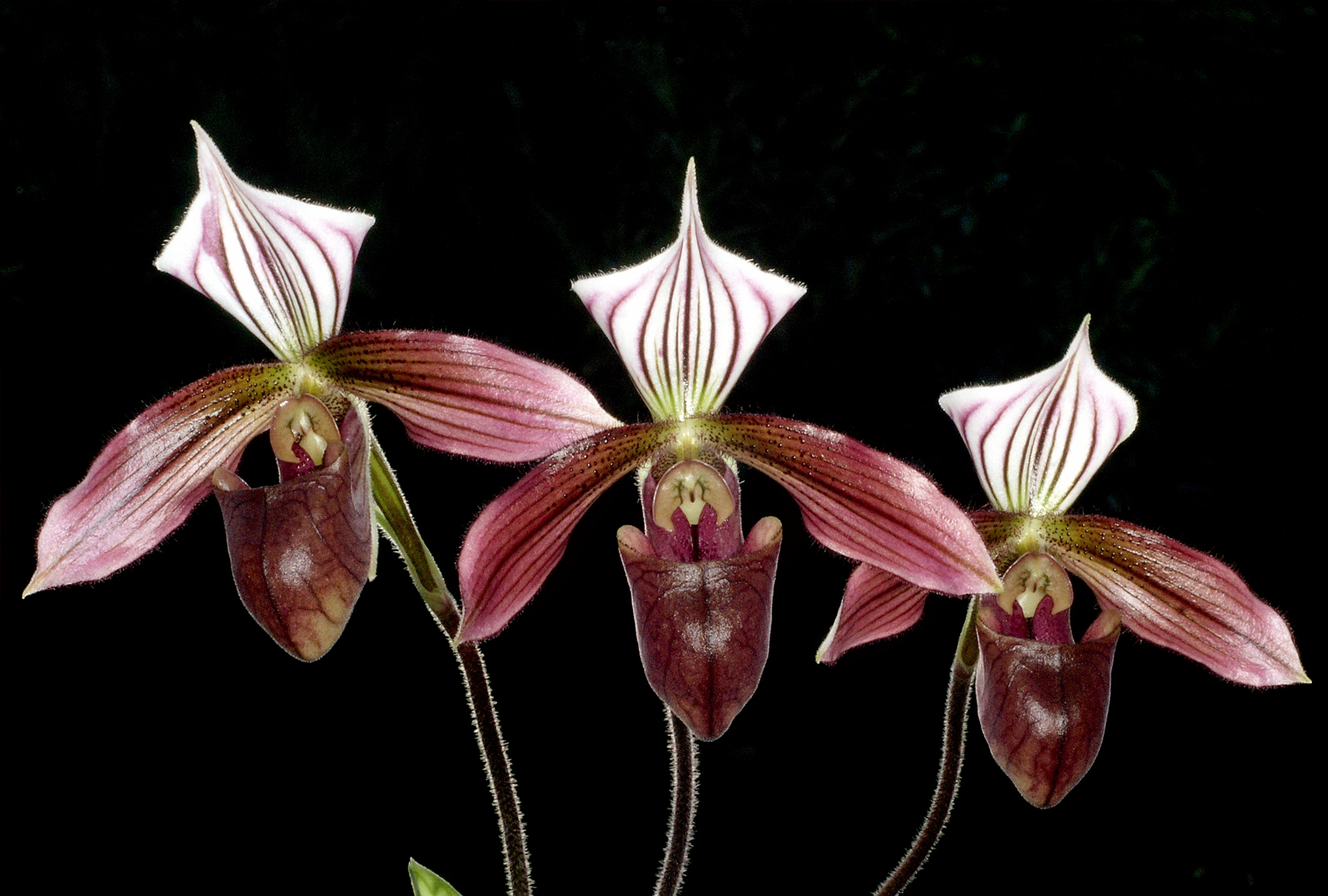
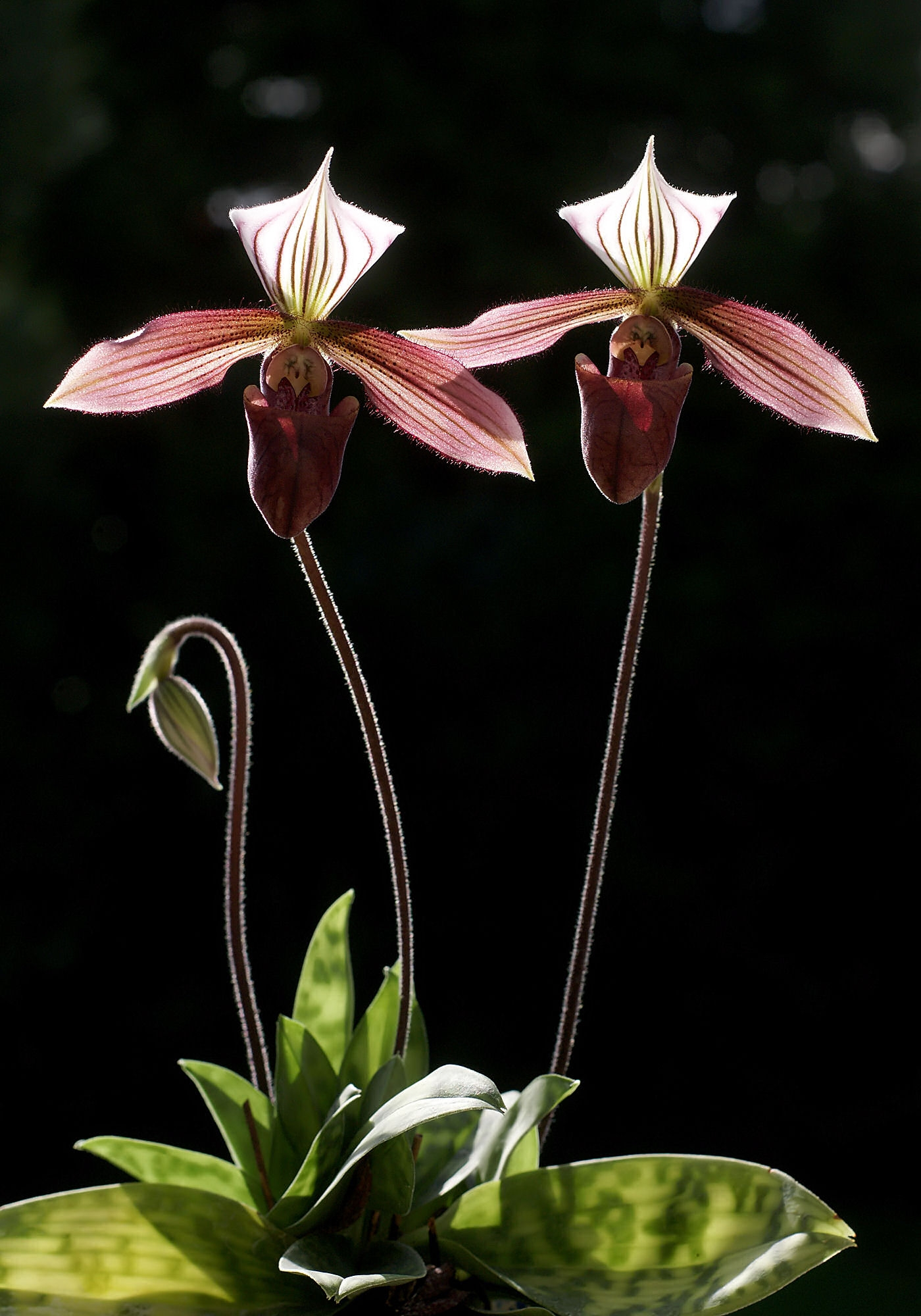